# Cayetana Fitz-James Stuart

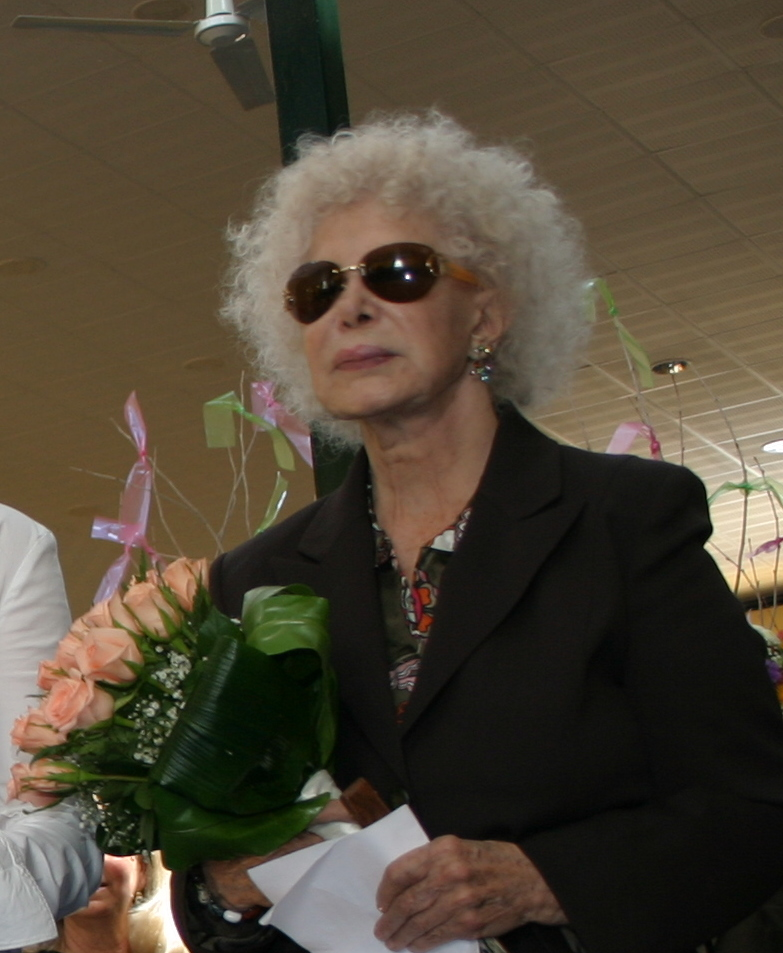
Cayetana Fitz-James Stuart, 18. Herzogin von Alba

Cayetana Fitz-James Stuart (María del Rosario Cayetana Paloma Alfonsa Victoria Eugenia Fernanda Teresa Francisca de Paula Lourdes Antonia Josefa Fausta Rita Castor Dorotea Santa Esperanza Fitz-James Stuart y de Silva Falcó y Gurtubay, * 28. März 1926 in Madrid; † 20. November 2014 in Sevilla), häufig Cayetana de Alba genannt, stand einer der bedeutendsten und ältesten Adelsdynastien Spaniens vor. Sie war Großgrundbesitzerin und galt als die reichste Frau Spaniens.

## Titel

Wappen der Herzogin von Alba

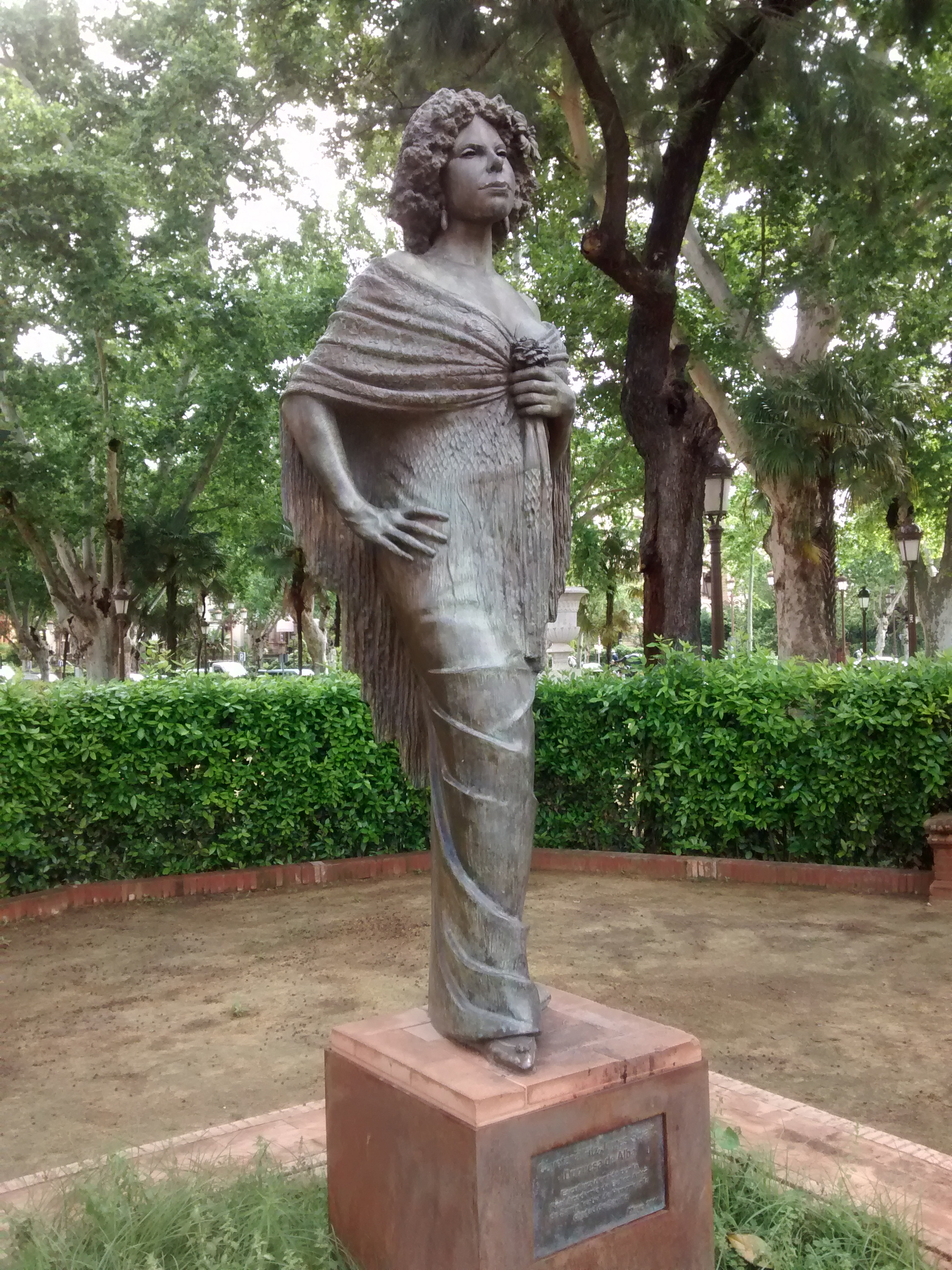
Standbild der Herzogin von Alba (1926–2014)

Cayetana war die 18. Herzogin von Alba und die fünfte Titelträgerin aus dem Hause Fitz-James Stuart, Nachfahren des katholisch gewordenen englisch-schottischen Königs Jakob II. mit seiner Mätresse Arabella Churchill. Begründer der Familie war James Fitzjames, 1. Duke of Berwick-upon-Tweed. 1802 hatte ein Nachfahre durch Heirat vom Haus Álvarez de Toledo den spanischen Herzogstitel samt zugehörigem Besitz geerbt. Cayetana war die dritte Frau, die den Titel aufgrund ihrer Geburt und nicht aufgrund von Einheirat trug. Stammsitz der Herzöge von Alba ist Alba de Tormes in Kastilien-León. Laut dem Guinness-Buch der Rekorde war sie die Person mit den meisten Adelstiteln weltweit. Demnach war sie achtfache Herzogin (u. a. die 11. Herzogin von Berwick), fünfzehnfache Marquise, einundzwanzigfache Gräfin und neunzehnfache spanische Grandin.
Im Einzelnen trug sie neben den Herzogstiteln von Alba und Berwick 2009 noch folgende erbliche Würden:
- Duquesa
  - de Liria y Jerica
  - de Arjona
  - de Hijar
- Condesa-Duquesa de Olivares
- Marquesa

| de El Carpio          | de Coria        | de Eliche                |
| de la Mota            | de San Leonardo | de Sarria                |
| de Villanuevo del Rio | de Tarazona     | de Villanuevo del Fresno |
| de Barcarrota         | de la Algaba    | de Osera                 |
| de Moya               | de Almenara     | de Valdunquillo          |
| de Mirallo            | de Orani        | de Castaneda             |

- Condesa de Lemos

| de Lerin                   | de Monterrey             | de Osorno                |
| de Miranda del Castenar    | de Palma del Rio         | de Aranda                |
| de Andrade                 | de Ayala                 | de Fuentes de Valdepero  |
| de Gelves                  | de Villalba              | de San Esteban de Gormaz |
| de Fuentiduena             | de Casarrubios del Monte | de Galve                 |
| de Santa Cruz de la Sierra | de Ribadeo               | de Guimera               |

- Viscondesa de la Calzada.
- Außerdem war sie Condestable de Navarra[4]

Weitere ihr zustehende Titel hatte sie bereits zu Lebzeiten an ihre Kinder übertragen. Als Person mit den meistens Adelstiteln der Welt gilt seit 2016 keiner ihrer Nachkommen, sondern Victoria Elisabeth Prinzessin zu Hohenlohe-Langenburg, 20. Herzogin von Medinaceli. 

## Leben

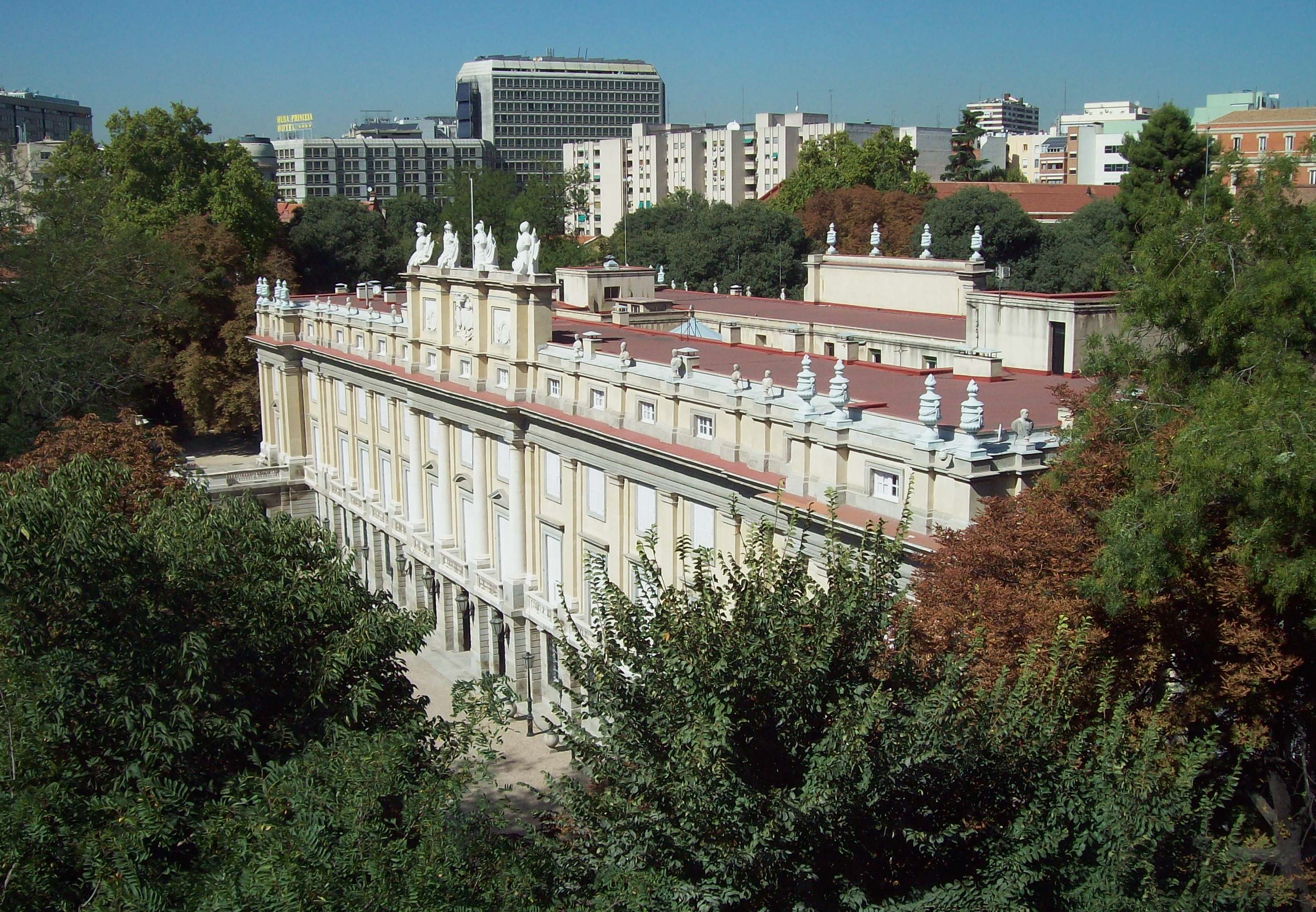
Liria-Palast in Madrid, Hauptwohnsitz

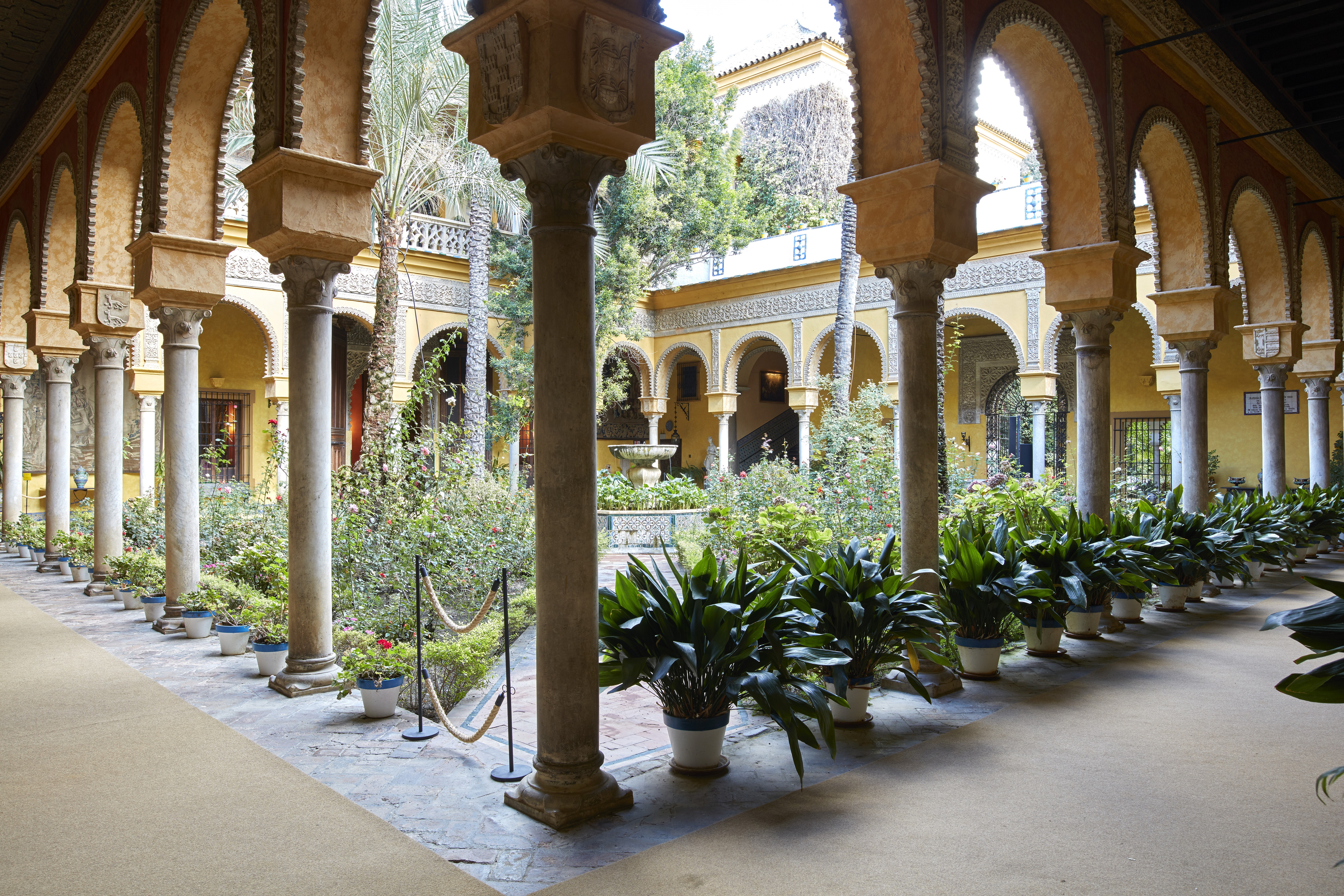
Hof des Palacio de las Dueñas in Sevilla, Zweitwohnsitz (heute Museum)

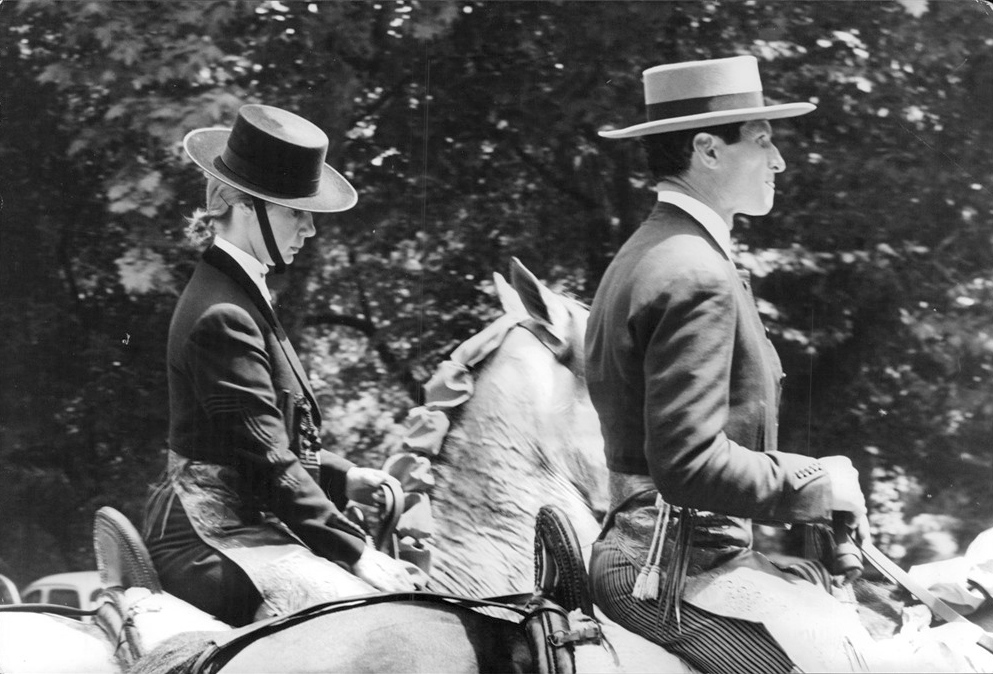
Die Herzogin von Alba 1961 (links)

Cayetana Fitz-James Stuart wurde im Liria-Palast in Madrid geboren und blieb das einzige Kind von Jacobo Fitz-James Stuart y Falcó (1878–1953), dem 17. Herzog von Alba, und seiner Ehefrau Maria del Rosario de Silva y Gurtubay (1900–1934), der 15. Fürstin von Aliaga und der 9. Marquesa von San Vicente del Barco. 
Vom Ausbruch des Spanischen Bürgerkriegs bis 1945 lebte Cayetana de Alba mit ihren Eltern in London, wo ihr Vater Botschafter des Franco-Regimes war. Nach ihrer Rückkehr nach Spanien heiratete sie am 12. Oktober 1947 Luis Martínez de Irujo, Sohn des Herzogs von Sotomayor; die Eheschließung in der Kathedrale von Sevilla nannte die New York Times eine der teuersten Hochzeitsfeiern der Welt.
Mit ihm hatte Cayetana de Alba sechs Kinder:
- Carlos Fitz-James Stuart y Martínez de Irujo, Herzog von Huéscar (* 1948), 19. Herzog von Alba
- Alfonso Martínez de Irujo y Fitz-James Stuart, Herzog von Hijar (* 1950)
- Jacobo Fitz-James Stuart y Martínez de Irujo, Graf von Siruela (* 1954)
- Fernando Martínez de Irujo y Fitz-James Stuart, Marquis von San Vicente del Barco (* 1959)
- Cayetano Martínez de Irujo y Fitz-James Stuart, Herzog von Arjona (* 1963)
- Eugenia Martínez de Irujo y Fitz-James Stuart, Herzogin von Montoro (* 1968)

Trotz der faschistischen Diktatur von Franco war Cayetana de Alba in der Lage, Gemälde von Pablo Picasso in Spanien auszustellen – der Künstler war Kommunist, ausgesprochener Gegner Francos und in Spanien verboten.
In ihrer Jugend war Cayetana de Alba eine auffallende Schönheit und wurde von Picasso aufgefordert, seine Muse zu werden, was sie rundweg ablehnte: „Ich habe eigentlich nie Picasso getroffen. Die Nachricht kam zu mir über den Stierkämpfer Dominguín.“
Mit dem Tod ihres Vaters Jacobo Fitz-James Stuart y Falcó 1953 wurde Cayetana de Alba das Oberhaupt des Hauses von Alba. Ihr erster Mann starb 1972. Am 14. Mai 1975 gründete sie – im Bewusstsein des wichtigen Patrimoniums, das das Haus von Alba besitzt – die Fundación Casa de Alba und übernahm deren Vorsitz.

1978 heiratete sie mit Jesús Aguirre Ortiz de Zárate (1934–2001) einen der prominentesten spanischen Intellektuellen und ehemaligen Franco-Gegner. Aguirre hatte an dem von Jesuiten geleiteten Priesterseminar von Comillas bei Santander Philosophie studiert, bevor er 1956 nach München ging, wo er Theologie studierte, seinen Doktor machte und 1961 zum Priester geweiht wurde. In dieser Eigenschaft arbeitete er nach seiner Rückkehr nach Spanien 1962 als Kaplan an der Kirche der Madrider Universität. Schon zuvor hatte er Kontakt zu den Gründungsmitgliedern der ´Frente de Liberación Popular´, einer prominenten antifranquistischen Bewegung, aufgenommen. 1969 legte er sein Priesteramt nieder und wurde literarischer Direktor des Taurus-Verlags. Mit der Herausgabe von Schriften, die im Spanien Francos verboten waren, wie von Büchern der führenden Köpfe der Frankfurter Schule, Walter Benjamin und Theodor W. Adorno, trug er zum geistigen Klima bei, das den Übergang vom Franquismus zur Demokratie ermöglichte. 1977 wurde er zum Generaldirektor für Musik im Kulturministerium ernannt, 1983 in die Königliche Akademie der Schönen Künste (Real Académie de Bellas Artes) aufgenommen und 1985 in die Königlich Spanische Akademie der Sprache (Real Académia Española) gewählt. Aguirre starb am 11. Mai 2001 im Alter von 66 Jahren und wurde im Pantheon des Hauses Alba in Loeches (Madrid) beigesetzt.
Am 5. Oktober 2011 verheiratete sich Cayetana de Alba zum dritten Mal im Alter von 85 Jahren mit dem 25 Jahre jüngeren Verwaltungsbeamten und Besitzer einer PR-Firma, Alfonso Díez Carabantes (* 1950) aus Madrid, der damit ein wenig jünger als ihr ältester Sohn ist. Ihre sechs Kinder und Erben opponierten drei Jahre lang gegen diese Hochzeit. 2008 hatte auch König Juan Carlos, dessen Einwilligung Cayetana de Alba nach dem uralten Protokoll des Hauses Alba einholen musste, sich gegen die Heirat ausgesprochen.
Die eigenwillige und exzentrische Aristokratin setzte jedoch ihren Willen durch. Ihr Bräutigam sicherte schriftlich zu, auf alle Erbansprüche zu verzichten, und sie teilte ihr Erbe, notariell beglaubigt, vorzeitig auf, sodass ihre Kinder den Widerstand aufgaben. Wenige Tage vor der Hochzeit besuchte sie mit dem Ehemann in spe König Juan Carlos in Madrid, der nun seine Zustimmung zur Hochzeit gab. Die Hochzeitszeremonie fand in der Kapelle des Dueñas-Palastes der Herzogin in Sevilla statt.

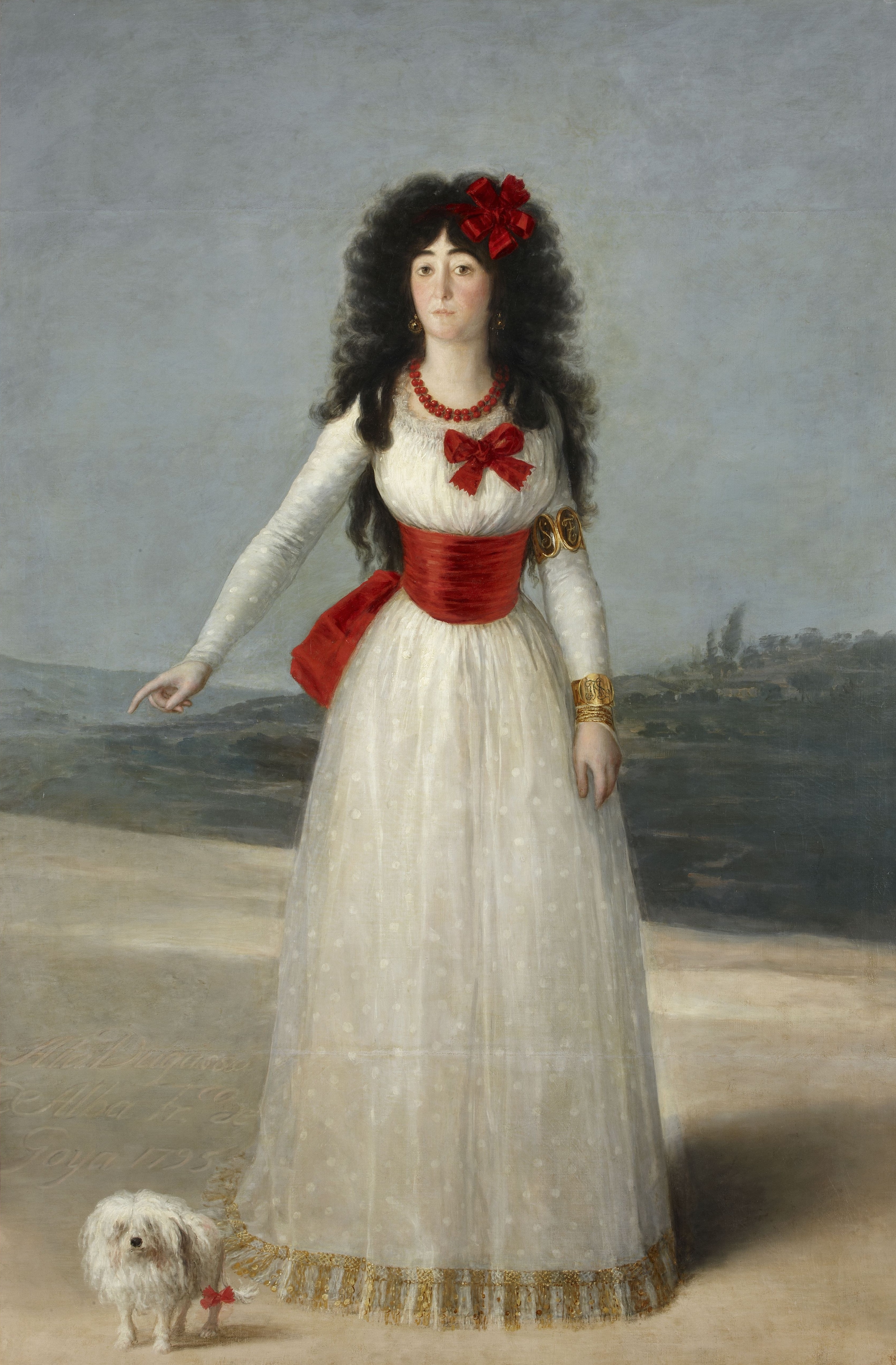
Gemälde von Francisco de Goya: Die Herzogin von Alba (1795), Maria del Pilar Teresa Cayetana de Silva y Álvarez de Toledo, 13. Herzogin von Alba, Liria-Palast

Eine ihrer Vorfahrinnen, Maria del Pilar Teresa Cayetana de Silva y Álvarez de Toledo (1762–1802), die 13. Herzogin von Alba, ist in der Kunstgeschichte bekannt, da der Maler Francisco Goya sie mehrmals in Porträts verewigte und sich in sie verliebte. Ihr Ruf, ebenso schön wie extravagant und kapriziös gewesen zu sein, hat sich erhalten, und der Schriftsteller Ramon de la Serna nannte sie die erste moderne Frau Spaniens. Cayetana trug in ihren späteren Jahren eine ähnliche Lockenfrisur wie die berühmte Ahnin. Picasso wollte Cayetana de Alba nach Goyas Vorbild als bekleidete und als Nackte Maja malen. Sie war in der Bevölkerung Spaniens populär, da sie sich selbst nicht nur als exzentrische Künstlerin, Malerin und Töpferin betätigte, sondern auch gerne in exotischen Kostümen Flamencotänze aufführte. Im Palacio de las Dueñas in Sevilla sind ihre Kunstwerke und Kostüme heute zu besichtigen. Wo immer sie erschien, wurde aufgespielt und sie wiegte sich in perfekten Tanzschritten, die sie sich von bekannten Meistertänzern einstudieren ließ. In Abgrenzung von der prüden Geschlechtertrennung, wie sie im Spanien Francos vorgeschrieben war, erschien sie nach dessen Ende noch mit über 80 Jahren im Bikini an öffentlichen Stränden.

## Besitz
Cayetana de Alba gehörten Latifundien, Paläste, Burgen und Schlösser. Der Wert ihrer Sammlung von exquisiten Kunstschätzen, die weitgehend im Liria-Palast zu besichtigen sind, wie Meisterwerken von Fra Angelico, Goya, Velázquez, Tizian, Murillo, Ingres, Renoir, Rubens, Ribera, Zurbarán und Zuloaga kann nicht beziffert werden. Dies gilt auch für die Bibliothek mit Manuskripten, Inkunabeln und Erstausgaben, darunter die Erstausgabe von Miguel de Cervantes’ Don Quijote aus dem Jahre 1605, eine Sammlung eigenhändig geschriebener Briefe von Christoph Kolumbus, Kolumbus’ erste Karte von Amerika und die berühmte Alba-Bibel, eine direkt aus dem Hebräischen ins Kastilische übersetzte, prächtig illustrierte und illuminierte Bilderhandschrift, fertiggestellt 1430.
Ihr Vermögen wurde auf bis zu 3,6 Milliarden Euro geschätzt, ein genauer Wert aller ihrer Besitztümer konnte aber nicht belegbar angegeben werden.

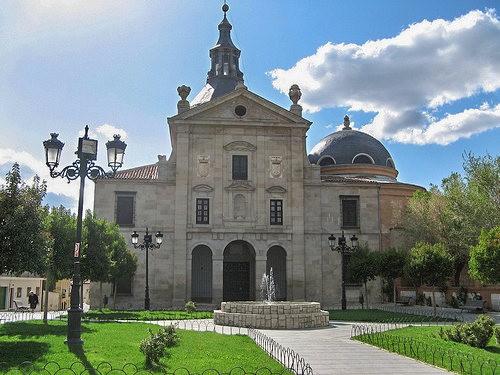
Monasterio de la Inmaculada Concepción in Loeches – 1909 ließ ihr Vater eine monumentale Grabkapelle in der Kirche des Klosters für die Familie errichten